# 布尔吉略斯德尔塞罗
布尔吉略斯德尔塞罗，是西班牙埃斯特雷马杜拉巴达霍斯省的一个市镇。总面积188平方公里，总人口3221人（2001年），人口密度17人/平方公里。